# Nathan Smith (skidskytt)
För andra betydelser, se Nathan Smith.
Nathan Smith, född 25 september 1985 i Calgary, Alberta, är en kanadensisk idrottare som tävlar i skidskytte. Smith deltog i Olympiska vinterspelen 2014 och hans hittills största framgång kom vid Världsmästerskapen i skidskytte 2015 då han tog silver i sprint. 

### Fotnoter
1. ↑  ”Nathan Smith”. olympic.ca. Kanadensiska olympiska kommittén. http://olympic.ca/team-canada/nathan-smith/. Läst 7 mars 2015.